# Carola Baer-von Mathes
Carola Baer-von Mathes (1857-1940) foi uma pintora de paisagens alemã.

## Biografia
Baer-von Mathes nasceu no dia 26 de setembro de 1857 em Ried im Innkreis, na Áustria.
Ela foi casada com o colega pintor Fritz Baer. Ela exibiu⁣ o seu trabalho no Woman's Building na Exposição Colombiana Mundial de 1893 em Chicago, Illinois.
Carola faleceu no dia 9 de setembro de 1940, em Munique.